# Czesław Franciszek Pajerski
Czesław Franciszek Pajerski (ur. 1 stycznia 1931 w Nowym Targu, zm. 6 lutego 2000 tamże) – założyciel oraz kustosz Muzeum Podhalańskiego w Nowym Targu, społeczny opiekun zabytków w powiecie nowotarskim, przewodniczący Komisji Opieki nad Zabytkami (Podhala, Spiszu i Orawy) przy Oddziale „Gorce” PTTK.

## Życiorys
Syn Józefa Pajerskiego i Anny z Zychów. Uczęszczał do szkoły powszechnej w Nowym Targu i Technikum Elektrycznego w Krakowie.
W 1962 poślubił Annę z Wójcigów, z którą miał dwoje dzieci: Katarzynę, która zajmowała się etnografią oraz syna, Piotra, nauczyciela wychowania fizycznego.
Został pochowany w Nowym Targu, w zabytkowej części cmentarza koło kościoła św. Anny.

## Poglądy
Opieka, którą Czesław Pajerski otoczył zabytki, szczególnie podhalańskie kapliczki, niekiedy narażała go na zatargi z władzami komunistycznymi. Szczególnych problemów, a w efekcie końcowym nawet pobytu w więzieniu w Nowym Sączu, przysporzyło mu wybudowanie kapliczki nawiązującej do walk z Niemcami, Sowietami oraz Słowakami z 1939. Słupowa kapliczka upamiętniająca tragiczne próby odzyskania niepodległości znajdowała się na prywatnym terenie należącym do Pajerskiego na Polanie Rusnakowej pod Turbaczem. Teren ten był miejscem stacjonowania partyzantki wpierw antyniemieckiej, a w późniejszym czasie antykomunistycznej, walczącej do połowy lat 50.
Gdy w 1979 SB zażądała zlikwidowania kapliczki, Pajerski wykorzystując pozwolenie na budowę szopy, wraz z grupą górali obudował ją na planie krzyża Virtuti Militari, tworząc kaplicę. Przy budowie pomagali mu: Stefan Mrugała, Jan Batkiewicz, Jan Niemiec, Bartłomiej Czubernat i Józef Sulka. Od tego momentu motywowani tą dedykacją górale bronili kaplicy. Zadedykowano ją papieżowi Janowi Pawłowi II. Nazywana jest obecnie Kaplicą Matki Boskiej Leśnej Królowej Gorców albo kaplicą papieską lub partyzancką.
Kaplica została poświęcona 17 września 1980 przez o. Kazimierza Krakowczyka, który stał się legendarnym opiekunem tego miejsca i organizował tam wraz ze Związkiem Podhalan Msze Ludzi Gór, w których ks. prof. Józef Tischner wygłaszał swoje słynne kazania o ślebodzie.
Dwa lata później, jesienią, za kaplicą Pajerski zbudował jeden z pierwszych pomników katyńskich. Na betonowym pomniku widnieje tabliczka o treści:
„1920–1980
Rycerzom obrońcom wolnej Rzeczpospolitej
pomordowanym przez wrogów i zdrajców z
SS-Gestapo, KPP-PZPR, UB-SB, NKWD-GPU”
W czasie stanu wojennego, jako członek Solidarności, zajmował się kolportażem podziemnej gazety podhalańskiej "Janosik".

## Nagrody
Uhonorowany odznakami takimi jak :
- Złota Odznaka PPTK
- Złota Plakietka Światowida
- "Zasłużony Działacz Kultury"
- Zasłużony dla Ziemi Nowotarskiej

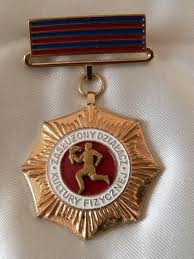
Złota Odznaka Zasłużony Działacz Kultury

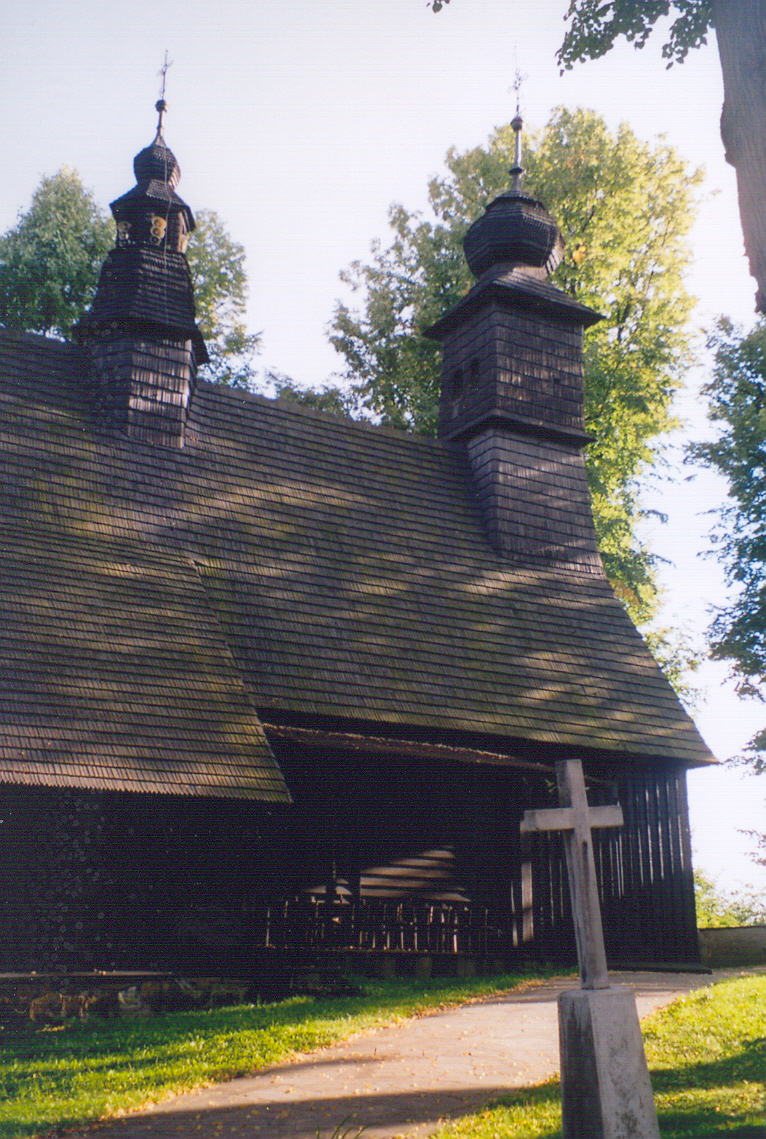
kościółek św. Anny w Nowym Targu

- Zasłużony dla m. Nowy Targ - przyjęcia tej odznaki, nadanej mu w 1994 odmówił w ramach protestu przeciw przeniesieniu muzeum do dużo mniejszego pomieszczenia w ratuszu.
- oraz odznaką za pracę z młodzieżą

## Praca zawodowa
Do 1995, kiedy przeszedł na rentę, pracował w oddziale Zakładu Energetycznego w Krakowie.
Kiedy dostrzegł podupadanie i niszczenie zabytków, postanowił aktywnie temu przeciwdziałać. Został działaczem PTTK i opiekunem zabytków powiatu nowotarskiego, a szczególnie na sercu leżał mu stan kościółka św. Anny w Nowym Targu oraz starej części cmentarza nowotarskiego i zieleni na placu Słowackiego.
Zabiegał o odtworzenie zniszczonego kopca grunwaldzkiego w Nowym Targu oraz renowację krzyża grunwaldzkiego w Szaflarach.
12 i 13 października 1959 w Wieliczce, podczas zjazdu społecznych opiekunów zabytków województwa krakowskiego, Czesław Pajerski zgłosił wniosek o powołanie muzeum regionalnego w Nowym Targu, którego patronatem byłoby Polskie Towarzystwo Turystyczno-Krajoznawcze. Postulat spotkał się z aprobatą Zarządu Głównego PTTK, które, mając z cel ochronę dóbr kultury – popierało powstawanie regionalnych muzeów. Od tamtego czasu grupa założycieli, członkowie Komisji Opieki nad Zabytkami Oddziału PTTK Gorce w Nowym Targu: Czesław Pajerski, Czesław Stahl, Stefania Przybysz-Szewczyk, Balbina Białońska, Wacław Giełczyński, Franciszek Potoczek oraz Alojzy i Teofil Zubek rozpoczęli pracę nad organizacją placówki, czego pierwszym krokiem było gromadzenie kolekcji. Na prośbę organizatorów, mieszkańcy Nowego Targu przekazywali do mającego powstać muzeum: wyroby rzemieślnicze, pamiątki rodzinne, fotografie, narzędzia, zabytkowe przedmioty codziennego użytku. W trakcie 7 lat uzbierano 1500 eksponatów etnograficznych i historycznych, z czego dużą część stanowiły przedmioty z prywatnych zbiorów Czesława Pajerskiego. Ponadto dzięki niemu w muzeum powstał także dział nawotarskiego drukarstwa, w którym umieścił odziedziczone po ojcu plakaty oraz pisma.
Razem z J. Trzcińską, archeolożką, w latach 1967-70 prowadził badania archeologiczne w Nowym Targu na ul. św. Anny i na Kowańcu, oraz w Szaflarach.
W l. 80 piastował stanowisko przewodniczącego Wojewódzkiej Komisji Opieki nad Zabytkami w Nowym Sączu. Utworzył izby regionalne w: Białce Tatrzańskiej, zagrodzie Blaszyńskich w Chochołowie, Chyżnem, Bańskiej Niżnej, Nowym Targu oraz szkołach, m.in. Izbę Pamięci w I Liceum Ogólnokształcącym w Nowym Targu, Frydmanie oraz Białce Tatrzańskiej.
W 1984 w Nowym Targu i Ludźmierzu zorganizował ogólnopolską sesję muzealną wraz z wystawą poświęconą upamiętnieniu 100-lecia muzealnictwa w Polsce.